# Olanrewaju Kehinde
Olanrewaju Muhammed Kehinde (Lagos, 7 maggio 1994) è un calciatore nigeriano, attaccante dello Struga.

## Carriera
Il 23 luglio 2019 si trasferisce a titolo definitivo ai sudcoreani dell'Incheon United.

## Palmarès

### Club

#### Competizioni nazionali
- TFF 1. Lig: 1

Denizlispor: 2018-2019